# بوسه یهودا (فیلم ۱۹۹۸)
بوسه یهودا (به انگلیسی: Judas Kiss) فیلمی محصول سال ۱۹۹۸ و به کارگردانی سباستین گوتیه‌رز است. در این فیلم بازیگرانی همچون آلن ریکمن، اما تامپسون، راسکو لی براون، کارلا گوجینو، سایمون بیکر، تیل شوایگر، گیل بیلاز، ریچارد ریلی، هال هالبروک، جوی اسلوتنیک، جک کانلی و لیسا آیشهورن ایفای نقش کرده‌اند.